# Abraham Gotthelf Kästner
Abraham Gotthelf Kästner (født 27. september 1719 i Leipzig, død 20. juni 1800 i Göttingen) var en tysk matematiker og digter.
Kästner blev ekstraordinær professor i matematik i Leipzig 1746 og 1756 professor i matematik og fysik i Göttingen samt 1763 også direktor for det astronomiske observatorium sammesteds. Som matematiker udøvede Kästner stor indflydelse dels ved sine mange lærebøger, der udkom i flere oplag, dels ved sine forelæsninger. Han blev medlem af Kungliga Vetenskapsakademien 1751 og af Videnskabernes Selskab 1794.
Blandt hans matematiske skrifter må nævnes Astronomische Abhandlungen (1772-1774), Anfangsgründe der Arithmetik, Geometrie, ebenen und sphärischen Trigonometrie und der Perspektive (1758) samt Geschichte der Mathematik (1796-1800). Sistnämnda værk indeholder en samling referater af et stort antal matematiske skrifter. Til trods for at det var ufuldbyrdet var det af værdi som materialesamling på grund af de mange svært tilgængelige skrifter som blev benyttede.
Som digter var Kästner, især under sine yngre år, en af Gottscheds trofasteste discipler. Som prosaist ejede Kästner en klar og øvet, men alt for bred og derfor i det lange løb trættende stil. Blandt hans mange litterære arbejder indenfor forskellige områder må nævnes den prisbelønnede skrift Sur les devoirs qui résultent de la conviction que les événements fortuits dépendent de la volonté de Dieu (1751).